# Comuna Borcut, Rahău
Borcut (în ucraineană Кваси, Kvasî) este o comună în raionul Rahău, regiunea Transcarpatia, Ucraina, formată din satele Borcut (reședința), Sitnîi și Trosteaneț.

## Demografie
Componența lingvistică a comunei Borcut
     Ucraineană (99,74%)
     Alte limbi (0,17%)
Conform recensământului din 2001, majoritatea populației comunei Borcut era vorbitoare de ucraineană (99,74%), existând în minoritate și vorbitori de alte limbi.